# یواس‌اس رینبو (ای‌اس-۷)
یواس‌اس رینبو (ای‌اس-۷) (به انگلیسی: USS Rainbow (AS-7)) یک کشتی بود که طول آن ۳۲۵ فوت ۹ اینچ (۹۹٫۲۹ متر) بود. این کشتی در سال ۱۸۹۰ ساخته شد.